# هرمز دوم
هرمز دوم یا اورمزد دوم (به پارسی میانه: 𐭠𐭥𐭧𐭥𐭬𐭦𐭣 ت.ت. 'اَئُوهُرْمَزْدَ') یا اورمزدِ نرسی در شاهنامه، هشتمین شاهنشاه ایران و انیران از خاندان ساسان در ایران‌شهر بود. او هفت سال و پنج ماه، از سال ۳۰۲ تا ۳۰۹م پادشاهی کرد. هرمز پسر و جانشین نرسی بود.
در دوران شاهنشاهی هرمز دوم، پادشاهی اشکانی ارمنستان به صورت رسمی مسیحیت را به عنوان دین رسمی خود اعلام کرد که از آنجایی که آنان پیش از این زرتشتی بودند، از این مسئله به خوبی در ایران استقبال نشد.
بیشتر دوران فرمانروایی این شاهنشاه به درگیری‌های داخلی سپری شد که البته او با موفقیت توانست آنان را مدیریت کند. همچنین سیاست‌های او در قبال مرزهای غربی ایرانشهر نیز موفقیت‌آمیز بود و هرمز توانست پادشاه غسانیان را در سوریه شکست داده و بکشد. با این حال، دوران هرمز دوم نسبتاً کوتاه بود.
او به دلیل سیاست‌های خشونت‌آمیزش تنها چند ماه حکومت کرد و سپس توسط وزرگان کشته شد. با کشته شدن هرمز، پسرش آذرنرسه به جای او بر تخت عاج نشست.  دربار ساسانی پسر نوزاد — و در برخی روایت‌ها هنوز متولد نشده — هرمز، یعنی شاپور را به عنوان شاهنشاه جدید برگزید.
نام این شاهنشاه در شاهنامه به شکل «اورمزد نرسی» آمده‌است.

## نام
نام هرمز (پارسی میانه: Ōhrmazd) شکل پارسیگ ایزد بزرگ مزدیسنا، یعنی اورمزد یا اهورامزداست. این نام در پارسی باستان به شکل Auramazdā ضبط شده است. در نوشته‌های یونانی، نام این شاهنشاه به شکل Hormisdas دیده می‌شود.

## پیش‌زمینه

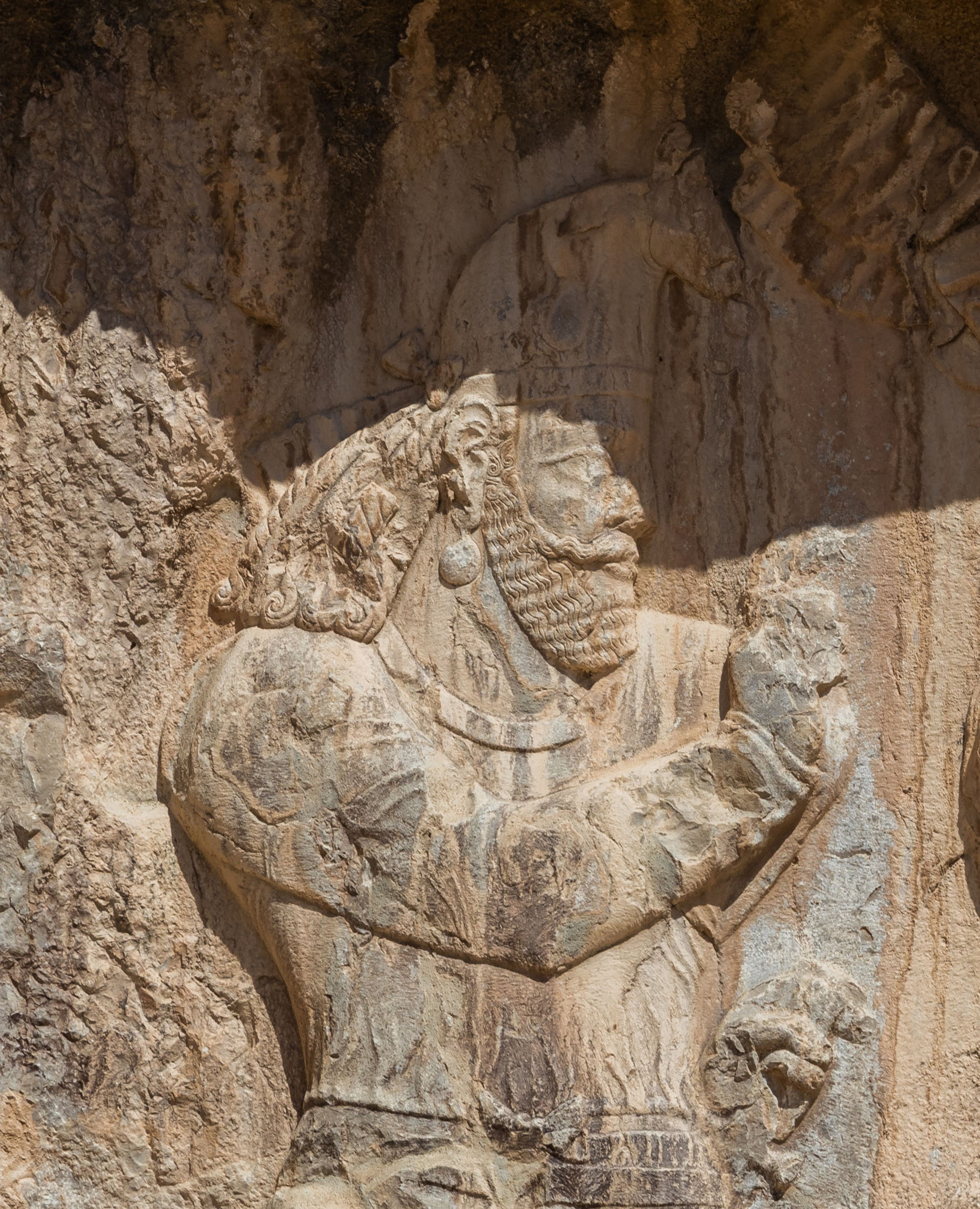
نقش‌برجسته هرمز دوم به‌عنوان شاهزاده در سنگ‌نگاره آناهیتا و نرسی در نقش رستم

زمانی که پدر هرمز دوم، یعنی نرسه یکم در سال ۲۹۳ تاج شاهنشاهی ایران را بر سر نهاد، دستور داد تا صحنه تاج‌گذاری‌اش در نقش‌رستم حک شود. این بار، برخلاف سنت باستانی ایرانی، نه اهورامزدا که این آناهیتا است که دیهیم شاهی را به دست شاهنشاه ایران می‌دهد. در این سنگ‌نگاره، شخصی که در سمت چپ نرسه قرار دارد، با توجه به کلاهی که بر سر دارد، احتمالاً هرمز دوم است. برخی شخصیت زن حاضر در این سنگ‌نگاره را شاپوردختک مادر هرمز دوم نیز دانسته‌اند.
هرمز احتمالاً در حمله نرسه به امپراتوری روم شرکت نداشت.این نبرد منجر به شکست سنگینی برای ساسانیان و اسارت خانواده نرسه گردید. شاهنشاه مجبور شد تا برای پس گرفتن خانواده‌اش، تعداد زیادی از استان‌های ساسانی در میانرودان و ارمنستان را به رومیان ببخشد. این احتمال وجود دارد که هرمز دوم ساسانی، همان هرمز دوم کوشانشاه، شاهزاده‌ای که برای سه سال بر شرق ایران، از ۳۰۰ تا ۳۰۳ حکومت کرد، باشد.

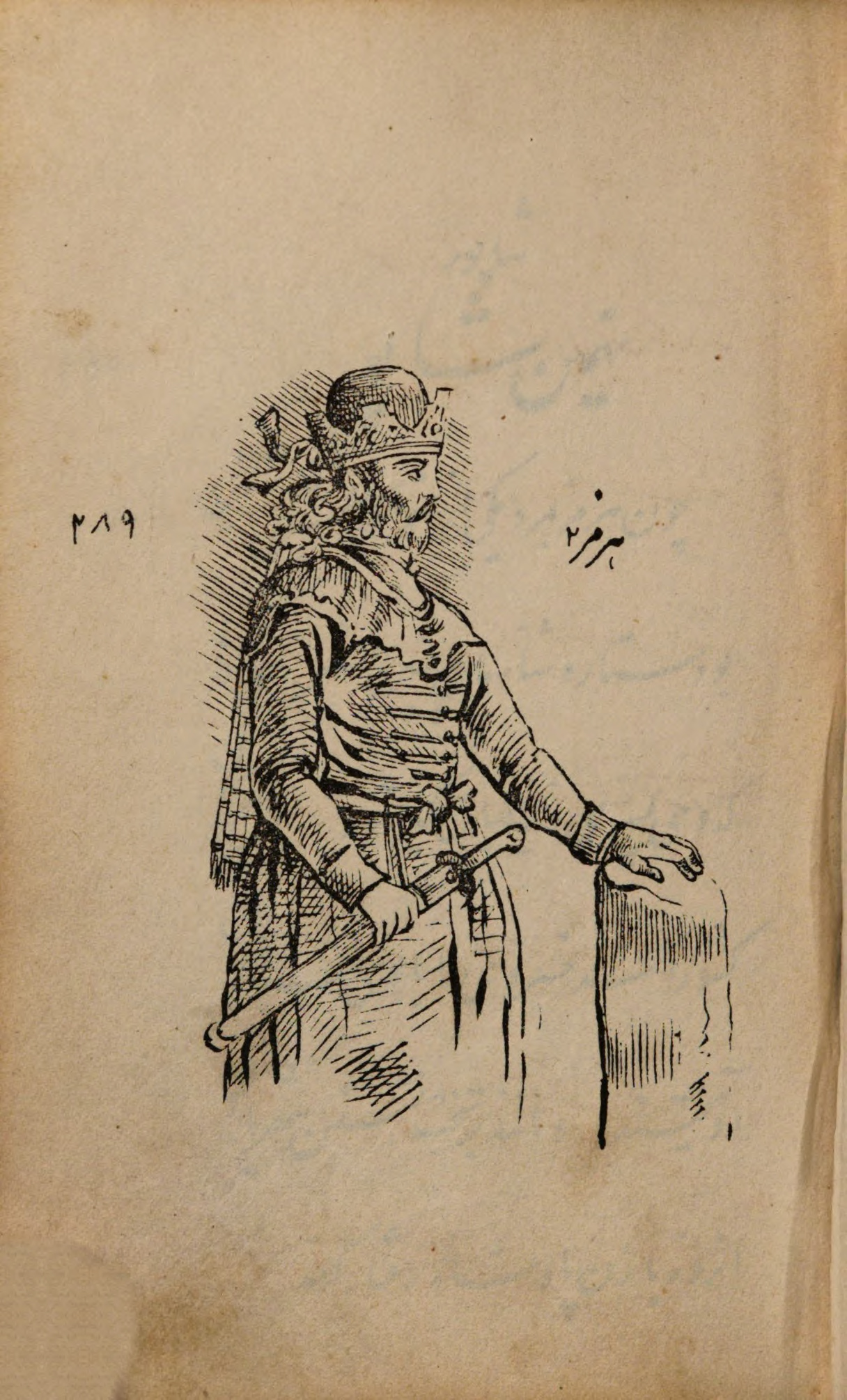
نگاره‌ای از هرمز دوم در نامهٔ خسروان

## شاهنشاهی

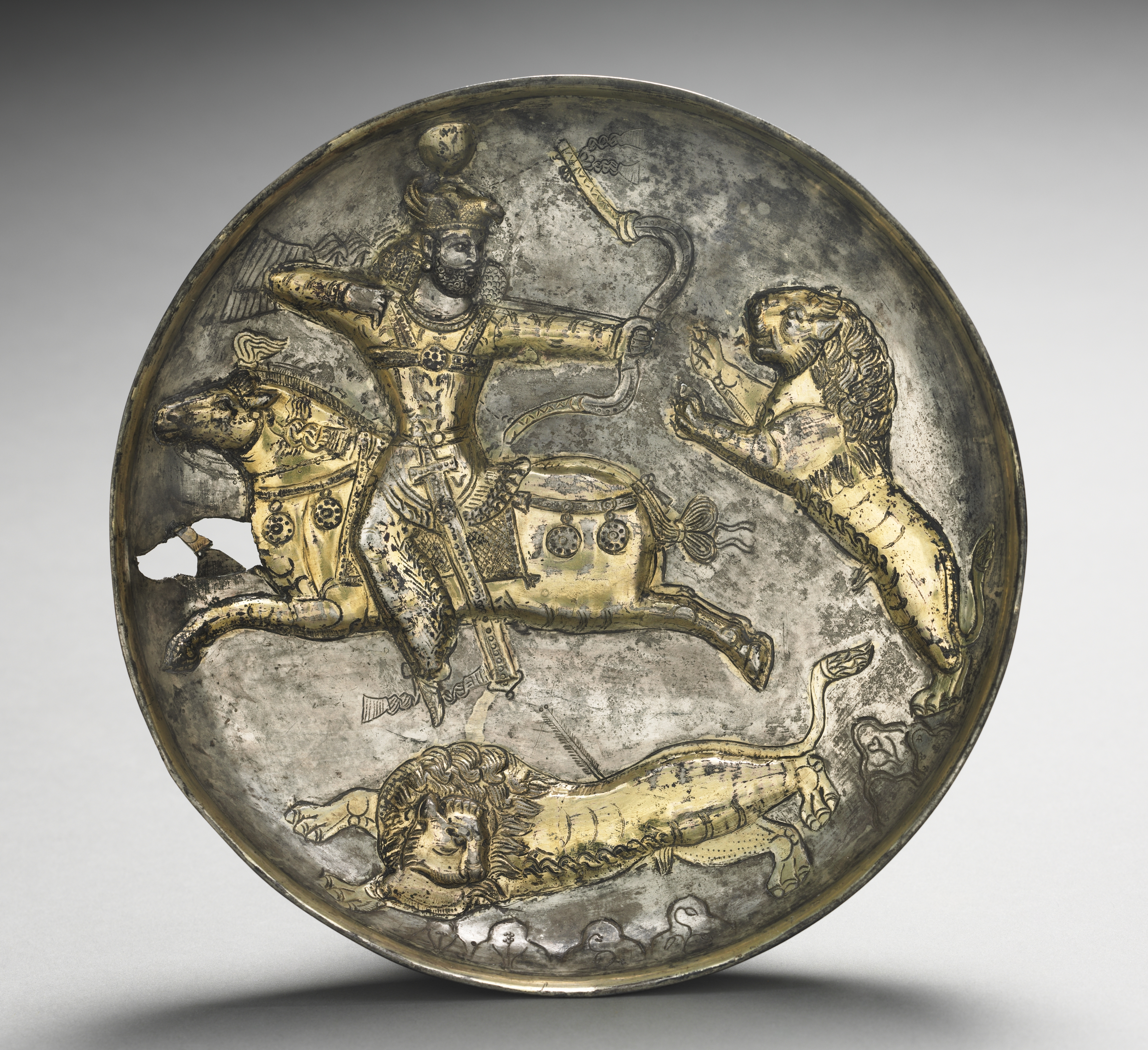
هرمز دوم هنگام شکار شیر بر روی یک بشقاب سیمین و زَرکاری شده ساسانی، موزه هنر کلیولند

هرمز دوم در سال ۳۰۲ میلادی بر تخت شاهنشاهی نشست. او در زمان بر تخت‌نشینی تاجی را برگزید که پرنده بالداری بر روی آن دیده می‌شود که احتمالاً اشاره به بهرام، ایزد پیروزی دارد. اینگونه که پیداست، هرمز در آغاز شاهنشاهی‌اش سیاست‌های خشونت‌آمیزی را در پی گرفته‌است، اما به مرور زمان به شخص آرامی تبدیل شده‌است. در تاریخ طبری، درباره او آمده:
مردم از او بیزار بودند و [او] ظلم زیادی به آن‌ها کرد. اما مدتی بعد، [هرمز] به مردم گفت که از ترس‌های آنان و سختی‌هایشان به دلیل حکومت قدرتمندش آگاه است و طبع خشن خود را مهار کرده و به بخشندگی و ملایمت روی آورده‌است. از آن پس، هرمز با نهایت نیکی و عدالت با مردم رفتار کرد. او به دنبال این بود که به ضعیفان یاری رسانده تا بتواند عدالت را در میان مردمش بگستراند.— طبری، تاریخ طبری، جلد پنجم
برخلاف پدرش که سیاست آزادی مذهبی که در دوران دو شاهنشاه نخستین ساسانی، یعنی اردشیر و شاپور، رایج بود را در پیش گرفته بود، هرمز به آزار و اذیت مانویان که پیش از این در دوران نرسه آزادی نسبی داشتند، دست زد. هرمز همچنین تلاش کرد تا روابط میان ایران و ارمنستان - که به تازگی توسط تیرداد سوم به یک کشور مسیحی تبدیل شده بود - را مجدداً احیا کند. او دخترش هرمزدخت را به عقد یک شاهزاده ارمنی به نام واهان در آورد.

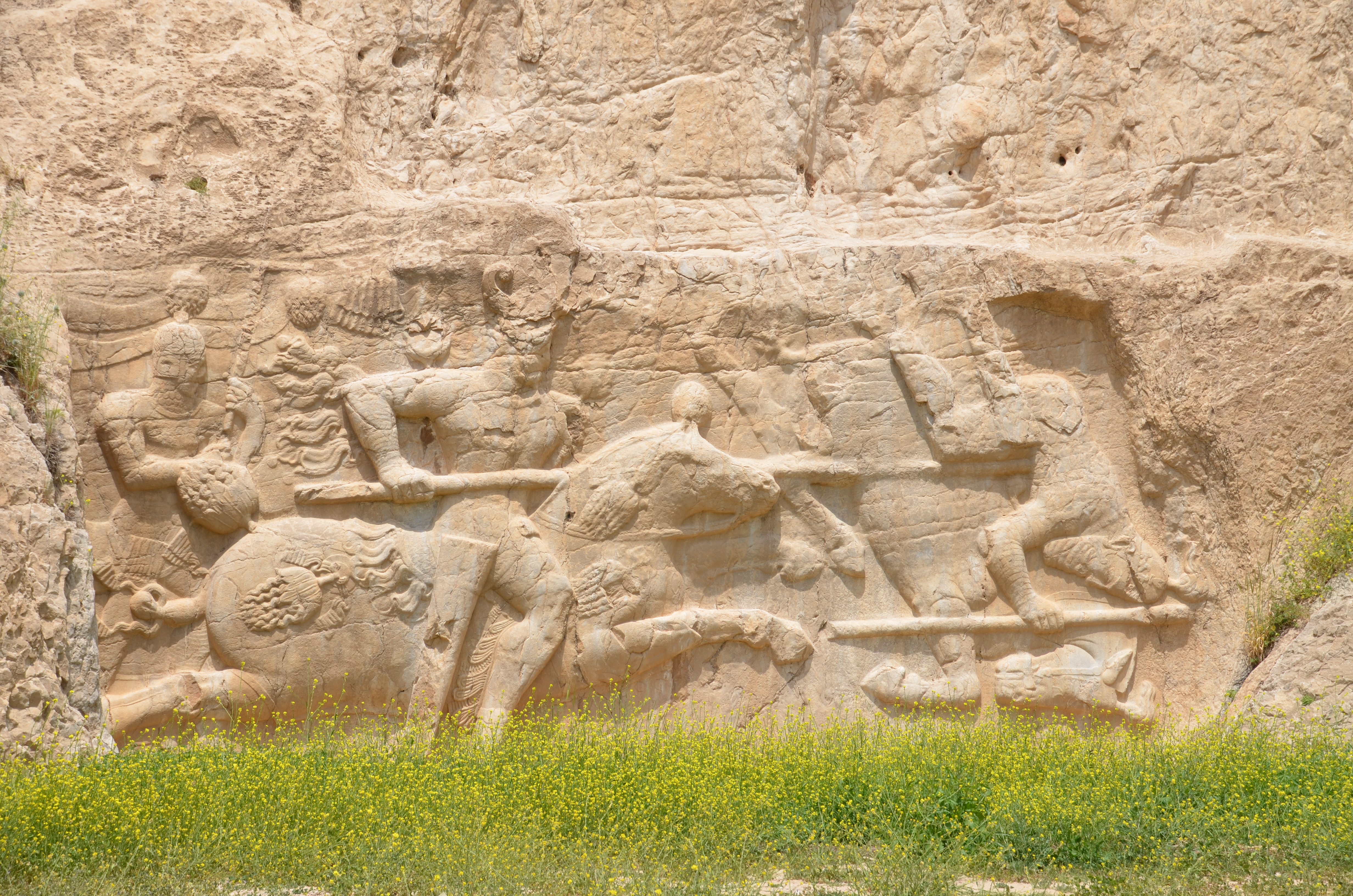
سنگ‌نگاره نبرد هرمز دوم در نقش رستم

از سنگ‌نگاره هرمز در استان فارس چنین بر می‌آید که در این دوران شاهنشاهی ایران درگیر جنگ‌های داخلی بوده‌است. هرمز در این سنگ‌نگاره بر روی اسب و درحالی که با نیزه یک سوار دیگر را نقش زمین می‌کند، به تصویر کشیده شده است. شخص شکست خورده، پاپک نام دارد که در زمان نرسه و بهرام دوم، بیدخش آلبانیا بوده است. این شاهنشاه همچنین در سال‌های نخست فرمانروایی‌اش به سوریه حمله برد و تلاش کرد تا پادشاهی غسانیان در این منطقه را خراج‌گذار ایران کند. پادشاه غسانی تلاش کرد تا از رومیان یاری بطلبد، اما پیش از رسیدن نیروهای رومی توسط سربازان ساسانی کشته شد.
بر اساس گزارش‌های سنتی، هرمز زمانی که در سال ۳۰۹ مشغول شکار در یک صحرا بود، توسط نیروهای غسانی به دام افتاد و کشته شد. اما با توجه به رفتار اشراف ایرانی پس از مرگ هرمز که در تلاش بودند تا پسران او را یکی پس از دیگری از پیش روی بردارند، اینگونه که پیداست غسانیان چندان نقش مهمی در به قتل رسیدن این شاهنشاه نداشته‌اند.
بر اساس رویدادنامه سرت که در سده یازدهم نوشته شده‌است، هرمز برای انتقام شکست پدرش از رومیان، به امپراتوری روم اعلان جنگ داد. رویدادنامه اربیلا از این می‌گوید که زمانی که امپراتور روم دست به آزار و اذیت مسیحیان زد، هرمز سپاه بزرگی را جمع‌آوری کرد و برای انتقام آنان به روم لشکر کشید. با این حال در اعتبار این دو گزارش تردید جدی وجود دارد. شهبازی معتقد است که حمله هرمز به غسانیان در سوریه اینگونه در این دو رویدادنامه قرون وسطایی بازتاب پیدا کرده است.
تاسیس روستایی به نام وهشت-هرمز در منطقه رام-هرمز در خوزستان به این شاهنشاه نسبت داده شده‌است.

سکه‌های هرمز دوم
پشیز هرمز دوم
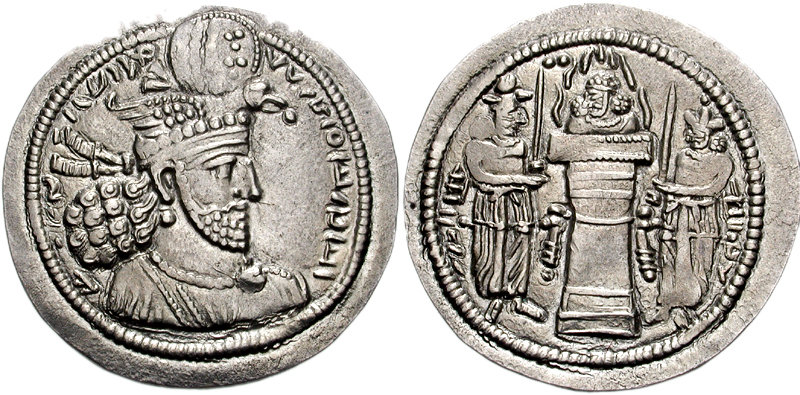
درخم هرمز دوم
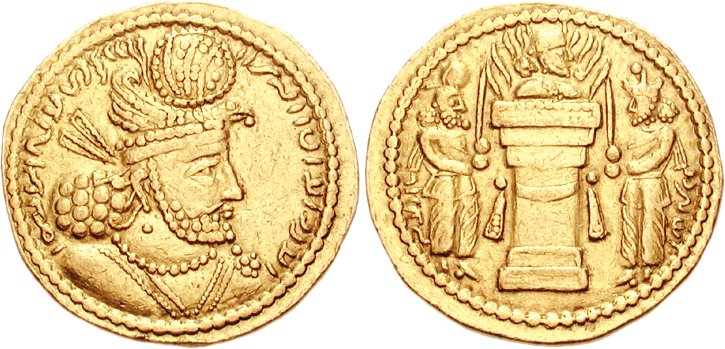
دنار هرمز دوم

## جانشینی
پس از مرگ هرمز، پسرش آذرنرسه به جای او برتخت نشست. با این حال او پس از تنها چند ماه فرمانروایی توسط وزرگان ساسانی برکنار و کشته شد. اشراف سپس پسر دوم هرمز را کور کرده و سومی را که او هم هرمز نام داشت، به زندان انداختند. بر اساس افسانه‌ها، پس از اینکه دیگر هیچ شاهزاده‌ای که بتواند بر تخت شاهنشاهی بنشیند، باقی نمانده بود، تاج را بر روی شکم همسر باردار هرمز، ایفرا هرمز قرار دادند و فرزند متولد نشده او را به عنوان شاهنشاه جدید برگزیدند. پسری که چند ماه بعد به دنیا آمد، شاپور نامیده شد و هفتاد سال بر ایران فرمان راند که بالاتر از شاه تهماسپ یکم و ناصرالدین‌شاه، در میان شاهان ایران رکورددار بیشترین سال حکومت است.
مطابق این افسانه، شاپور تنها شاه متولدنشده تاریخ جهان است. با این حال، شهبازی این داستان را ساختگی می‌داند و عنوان می‌کند که از آنجایی که اشراف نمی‌توانستند جنسیت بچه متولد نشده را تشخیص دهند، این افسانه را بی‌پایه و اساس می‌داند. او می‌گوید شاپور چهل روز پس از مرگ پدرش به دنیا آمد و پس از مرگ آذرنرسه، ورزگان دربار برای اینکه بتوانند کنترل اوضاع را در دست بگیرند، از میان گزینه‌های موجود او را برگزیدند و از آنجایی که شاپور در شانزده سالگی قدرت را در دست گرفت، به نظر می‌رسد که آنان به خواسته خود رسیدند.

## خانواده
نام تعداد زیادی از فرزندان هرمز در منابع تاریخی دیده می‌شود. بیشتر آنان فرزندان ایفرا هرمز، همسر یهودی او هستند.
- آذرنرسه (سده سوم–۳۰۹)، نهمین شاهنشاه ساسانی[۱۱]
- شاپور دوم (۳۷۹–۳۰۹)، دهمین شاهنشاه ساسانی[۱۵]
- آذرفرازگرد (سده سوم–؟)، فرماندار جنوب عربستان[۱۶]
- جاماسپ (سده سوم–)، فرماندار شمال عربستان[۱۶]
- شاپور سکانشاه (سده سوم–؟)، شاه سکستان[16][16][16]
- هرمز (سده سوم–؟)، توسط اشراف ساسانی زندانی شده بود و بعد به امپراتوری روم رفت[۱۳]
- اردشیر دوم (۳۸۳–۳۷۹)، یازدهمین شاهنشاه ساسانی[۶]
- آسای‌دخت (سده سوم–؟)، با اورنیر شاه اشکانی آلبانیای قفقاز ازدواج کرد[۶]
- هرمزدخت (سده سوم–؟)، با واهان شاهزادهٔ مامیکونیان ازدواج کرد[۶]